# Aïssata Haïdara
Pour les articles homonymes, voir Haïdara.
Aïssata Haïdara, née le 31 décembre 1950 à Kéniéba, est une femme politique malienne. 

## Carrière
Aïssata Haïdara est une professeure de psychopédagogie qui a notamment été directrice nationale adjointe de la Promotion de la femme.
Elle est élue députée à l'Assemblée nationale dans le cercle de Kéniéba aux élections législatives maliennes de 2013. Elle se représente, pour le parti Alliance pour la solidarité au Mali-Convergence des forces patriotiques (ASMA-CFP), aux élections législatives maliennes de 2020, mais n'est pas réélue.